# 장우검
장우검(张雨剑, 1990년 2월 9일 ~ )은 중국의 배우이다.

## 학력
- 상하이 희극학원

## 출연작

### 드라마
- 2015년 동방 위성 텔레비전 동방극장 《랑야방》 - 열전영 역
- 2015년 동방 위성 텔레비전 동방극장 《미월전》 - 당륵 역
- 2016년 아이치이 웹드라마 《여죄》 - 지애빙 역
- 2016년 후난위성텔레비전 찬석독파극장 《환성 : 신들의 전쟁》 - 편풍 역
- 2017년 후난위성텔레비전 금응독파극장 《미미기연》 - 자오한 역
- 2018년 텐센트 웹드라마 《성당환야: 천주의 전설》 - 조란지 역
- 2019년 아이치이 웹드라마 《대송북두사》 - 류수풍 역
- 2019년 유쿠 웹드라마 《너만 좋아해》 - 옌모 역
- 2019년 망고 TV 웹드라마 《배탁청니애아》 - 이한 역
- 2020년 후난위성텔레비전 금응독파극장 《하일참시행복》 - 허찬양 역
- 2021년 망고 TV 웹드라마《법의진명지무성적증사》- 친밍 역
- 2021년 아이치이 웹드라마 《당애정우상과학가》 - 리샤오성 역